# Irina Sadovnik
Irina Sadovnik (22 de abril de 1984) es una deportista austríaca que compite en ciclismo en la modalidad de BMX estilo libre, especialista en la prueba de flatland.
Ganó dos medallas de oro en el Campeonato Mundial de Ciclismo Urbano, en los años 2019 y 2021, y una medalla de oro en el Campeonato Europeo de Ciclismo BMX Estilo Libre de 2021.

## Palmarés internacional
| Campeonato Mundial | Campeonato Mundial    | Campeonato Mundial | Campeonato Mundial |
| Año                | Lugar                 | Medalla            | Competición        |
| ------------------ | --------------------- | ------------------ | ------------------ |
| 2019               | Chengdu (China)       | Medalla de oro     | Flatland           |
| 2021               | Montpellier (Francia) | Medalla de oro     | Flatland           |
| Campeonato Europeo |                       |                    |                    |
| Año                | Lugar                 | Medalla            | Competición        |
| 2021               | Bochum (Alemania)     | Medalla de oro     | Flatland           |